# Śliwaków
Śliwaków – wieś w Polsce położona w województwie śląskim, w powiecie częstochowskim, w gminie Kłomnice.
W latach 1975–1998 miejscowość administracyjnie należała do województwa częstochowskiego. 
Na cmentarzu przy ul. Częstochowskiej w Zawadzie pochowani są mieszkańcy wsi zmarli podczas epidemii cholery w 1852 r. oraz epidemii czarnej ospy w 1873 r. 